# 솁세스카프

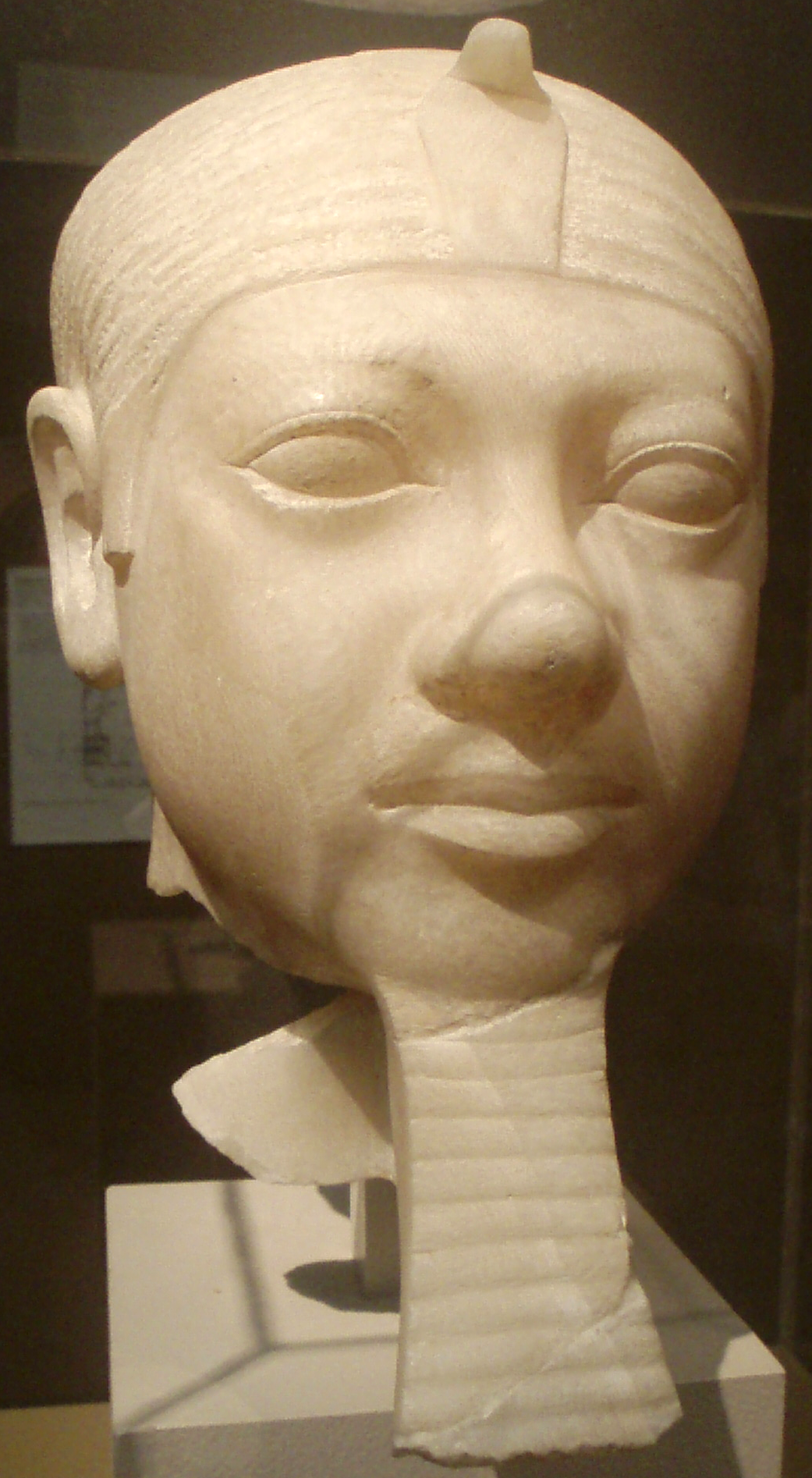

솁세스카프는 이집트 제4왕조의 마지막 파라오이다. 이름에는 "그의 영혼은 고귀하다"라는 뜻이 들어 있다.
솁세스카프에게는 원래 쿠엔레라는 배다른 형이 있었다. 하지만 멘카우레보다 먼저 사망했기 때문인지 왕위는 솁세스카프가 계승하게 되었다. 그러나 솁세스카프는 특별한 업적을 남기지 못하고 재위 4년 만에 후사 없이 죽고, 왕위는 그의 누이인 켄트카웨스와 결혼한 우세르카프가 계승하여 이집트 제5왕조가 시작된다.

## 무덤
솁세스카프는 아버지 멘카우레와 달리 기자가 아닌 사카라에 무덤을 세웠다. 피라미드가 아니라 커다란 직사각형 석관 모양의 무덤을 만들었는데, 현재는 본모습을 찾기 어렵다.

## 참고 문헌
- 피터 클레이턴(Peter Clayton) 저, 정영목 역, 《파라오의 역사》, 까치, 2004

| 전임 멘카우레 | 제6대 이집트 제4왕조의 파라오 기원전 2504년 ~ 기원전 2500년 | 후임 우세르카프 |